# Домбрувка (Опольське воєводство)
Домбрувка (пол. Dąbrówka, нім. Klein Eichen O.S.) — село в Польщі, у гміні Ґоґолін Крапковицького повіту Опольського воєводства.
Населення — 182 особи (2011).

## Демографія
Демографічна структура станом на 31 березня 2011 року:
|          | Загалом | Допрацездатний вік | Працездатний вік | Постпрацездатний вік |
| -------- | ------- | ------------------ | ---------------- | -------------------- |
| Чоловіки | 88      | 21                 | 62               | 5                    |
| Жінки    | 94      | 15                 | 60               | 19                   |
| Разом    | 182     | 36                 | 122              | 24                   |